# The Artist (Silverstein)
The Artist è un singolo della band canadese Silverstein, pubblicato il 28 marzo 2011 come secondo singolo dall'album Rescue. La canzone è stata anche inclusa nel vinile Support Your Local Record Store, uscito il 16 aprile 2011 in occasione del Record Store Day. Il cantante Shane Told in questa canzone duetta con Brendan Murphy dei Counterparts. È una delle canzoni preferite da Told ed è stata l'ultima ad essere scritta, in Rescue. L'idea di base è stata quella di comporre una canzone molto più pesante di tutte le altre, senza sottostare a tante regole musicali.

## Testo
Il testo sembra riprendere, come già altre canzoni nell'album (quali Sacrifice e Good Luck with Your Lives), il tema del rapporto tra l'industria della musica (compresa la precedente etichetta della band, la Victory Records) e le band (rappresentate tramite l'immagine dell'Artista che dà anche il titolo alla canzone), evidenziando in particolare il soffocamento cui queste sono sottoposte e il cinico perseguimento del mero interesse personale, anche a scapito delle band, che attua la prima. Già dalla prima strofa viene presentata l'immagine dell'artista che viene ucciso e privato della sua anima, seguita dalla sorta di refrain in cui si dice che sono loro (le case discografiche) a decidere chi può continuare a vivere nel mondo della musica e chi no (chi muore). Le altre band si allontanano esse stesse da quelli che vengono "uccisi" perché anche molte di loro sono interessate unicamente all'aspetto pecuniario della cosa (tema, questo, vicino anche al testo di Live to Kill, altra canzone di Rescue), vanificando così tutto quanto di buono il gruppo aveva fatto nella sua breve "vita". Poi può anche succedere, come messo in risalto nella terza strofa, che qualcuno, per crudele sadismo, ritiri fuori la band dal suo sepolcro, dal dimenticatoio, e le dia una falsa speranza cui aggrapparsi di rivivere i fasti di un tempo, solo per essere in breve tempo delusa, e capire che piano piano tutti i bei ricordi svaniranno nel nulla e tutta la vita sarà vissuta nel rimpianto di quello che un tempo si era avuto.

## Video
Il video per questa canzone, come scritto anche ad inizio filmato, è stato girato il 5 febbraio 2011 a Toronto, città d'origine della band, dove i Silverstein hanno tenuto un concerto gratuito. Il direttore Robby Starbuck ha messo insieme le sue riprese con altre effettuate ed inviategli dai fan, così come chiesto dalla band stessa. Il video è girato parzialmente in bianco e nero, e vede la presenza di Brendan Murphy dei Counterparts, guest vocalist nella traccia. È stato presentato in anteprima su Alternative Press il 28 marzo 2011.
Le prime inquadrature, che accompagnano le scritte introduttive, sono immagini della città di Toronto; successivamente vengono alternate immagini che mostrano la band che gira per la città appendendo in vari posti le locandine del concerto, annunciato solamente pochi giorni prima, ad altre immagini prese dal concerto. Una delle locandine viene appiccicata sopra a quella del film Inception. Verso la metà vengono mostrate anche alcune scene filmate durante la preparazione al concerto, e il video si conclude con i fan che chiedono a gran voce "one more song".

## Critica
La critica si è dimostrata molto positiva riguardo a questa canzone, che è generalmente vista come una delle più riuscite dell'album. La traccia è considerata come una delle più aggressive che la band abbia mai scritto (tanto che qualcuno si è stupito che sia stata scelta come singolo), e il duetto con Brendan Murphy ha ricevuto elogi. Secondo Rocksound The Artist per sound e qualità potrebbe tranquillamente figurare su Discovering the Waterfront, il disco del 2005 che ha lanciato la band.

## Formazione
- Shane Told - voce
- Josh Bradford - chitarra ritmica
- Neil Boshart - chitarra
- Paul Koehler - batteria
- Billy Hamilton - basso
- Brendan Murphy - voce